# Dorothea Boller
Dorothea Boller (Egg, 10 februari 1811 - Oetwil am See, 23 februari 1895) was een Zwitserse sekteleidster.

## Biografie
Dorothea Boller was een dochter van Hans Heinrich en van Elisabetha Schmid. In 1865 trouwde ze met Heinrich Pfister. Ze was de oprichtster van de Auferstehungssekte in Oetwil am See, die werd beïnvloed door diverse mystieke tradities en kritisch stond ten opzichte van de Kerk. Nadat ze op paasdag 1848 een visioen kreeg, beschouwde ze zich as de echtgenote of zelfs de reïncarnatie van Jezus. De sekte weigerde het gezag van de Bijbel, geloofde in het millenarisme en de onsterfelijkheid van haar oprichtster. Boller, die liefdadig was maar ook dol op luxe, woonde sinds 1865 met een kleine groep van 15 tot 20 volgelingen in de woning Zur Aufstehung (sic). De sekteleden wijdden zich aan arbeid, ascese en vroomheid. Na het overlijden van Boller doofde ook de sekte uit.